# Saison 2010-2011 du Montpellier Hérault Sport Club (féminines)
Maillots
Chronologie
Saison précédente Saison suivante
La saison 2010-2011 du Montpellier Hérault Sport Club voit le club évoluer pour la treizième saison consécutive en Division 1. 
Alors que les pailladines vont faire la chasse à l'Olympique lyonnais toute la saison, ne perdant que deux matchs lors des seize premières journées, c'est en fin de saisons que les filles de Sarah M'Barek vont craquer en perdant face au FCF Juvisy puis en faisant un nul face au FF Yzeure et en lâchant la seconde place synonyme de qualification en ligue des champions lors de la dernière journée face au Paris-Saint-Germain.
Pensant se rattraper sur le Challenge de France après avoir passé les premiers tours sans grande difficultés et avoir battu à Juvisy le FCF Juvisy, les héraultaises ne vont pas arriver à dominer l'AS Saint-Étienne lors de la finale et vont s’incliner lors de la cruelle séance de tirs au but.

## Joueuses et staff

### Transferts
| Été 2010             |             |                               |                        |            |
| Nom                  | Nationalité | Transfert                     | Provenance/Destination | Division   |
| Arrivées             |             |                               |                        |            |
| Andréa Beaude        | France      | Transfert                     | AS muretaine           | Division 2 |
| Charlotte Bilbault   | France      | Transfert                     | FF Yzeure              | Division 1 |
| Stéphanie De Revière | France      | Transfert                     | Aulnat Sportif         | Division 2 |
| Kelly Gadea          | France      | Transfert                     | AS Saint-Etienne       | Division 1 |
| Aurélie Gagnet       | France      | Intégration à l'équipe sénior |                        |            |
| Ophélie Meilleroux   | France      | Transfert                     | FF Yzeure              | Division 1 |
| Rumi Utsugi          | Japon       | Transfert                     | NTV Beleza             | L. League  |
| Départs              |             |                               |                        |            |
| Delphine Blanc       | France      | Transfert                     | Rodez AF               | Division 1 |
| Mylvia Benmebarek    | France      | Transfert                     | Nîmes MG               | Division 2 |
| Charlotte Lozé       | France      | Transfert                     | Paris SG               | Division 1 |
| Julie Parasme        | France      | Transfert                     | Nîmes MG               | Division 2 |
| Floriane Piraud      | France      | Fin de contrat                |                        |            |
| Faustine Roux        | France      | Transfert                     | FF Yzeure              | Division 1 |
| Léa Rubio            | France      | Transfert                     | Paris SG               | Division 1 |
| Sabrina Viguier      | France      | Transfert                     | Olympique lyonnais     | Division 1 |

| Hiver 2010-2011 |             |           |                        |            |
| Nom             | Nationalité | Transfert | Provenance/Destination | Division   |
| Arrivées        |             |           |                        |            |
| Laura Meynier   | France      | Transfert | Rodez AF               | Division 1 |

## Rencontres de la saison

### Division 1
| Date     |            | Adversaire          | Lieu | Résultat | Buteuses du MHSC | Place |
| 05/09/10 | Journée 1  | Paris Saint-Germain | Dom. | 3-1      | 22e Charlotte Bilbault · 26e Hoda Lattaf · 34e Viviane Asseyi                                                                  | 3e    |
| 19/09/10 | Journée 2  | Rodez AF            | Ext. | 2-0      | 18e Nora Hamou Maamar · 20e (csc) Delphine Blanc                                                                               | 3e    |
| 26/09/10 | Journée 3  | AS Saint-Étienne    | Dom. | 0-1      | - | 4e    |
| 10/10/10 | Journée 4  | Toulouse FC         | Ext. | 3-0      | 45e Viviane Asseyi · 71e Marie-Laure Delie · 84e Hoda Lattaf                                                                   | 3e    |
| 17/10/10 | Journée 5  | FCF Hénin-Beaumont  | Dom. | 4-0      | 14e Hoda Lattaf · 28e Marie-Laure Delie · 71e Hoda Lattaf · 73e Viviane Asseyi                                                 | 2e    |
| 31/10/10 | Journée 6  | Stade Briochin      | Ext. | 1-0      | 22e (csc) Audrey Février | 2e    |
| 07/11/10 | Journée 7  | FCF Juvisy          | Dom. | 1-0      | 30e Hoda Lattaf | 2e    |
| 14/11/10 | Journée 8  | Olympique lyonnais  | Ext. | 0-1      | - | 2e    |
| 05/12/10 | Journée 9  | Le Mans FC          | Dom. | 3-0      | 55e Viviane Asseyi · 64e Marie-Laure Delie · 67e Viviane Asseyi                                                                | 2e    |
| 11/12/10 | Journée 10 | La Roche ESOF       | Ext. | 4-0      | 20e Viviane Asseyi · 61e Hoda Lattaf · 65e Marie-Laure Delie · 68e Marie-Laure Delie                                           | 2e    |
| 10/04/11 | Journée 11 | FF Yzeure           | Ext. | 2-2      | 20e Stéphanie De Revière · 47e Kelly Gadea                                                                                     | 2e    |
| 09/01/11 | Journée 12 | Rodez AF            | Dom. | 2-1      | 20e Rumi Utsugi · 47e Marie-Laure Delie                                                                                        | 2e    |
| 16/01/11 | Journée 13 | AS Saint-Étienne    | Ext. | 1-0      | 85e (pen.) Charlotte Bilbault                                                                                                  | 2e    |
| 22/01/11 | Journée 14 | Toulouse FC         | Dom. | 5-1      | 10e Nora Hamou Maamar · 33e Rumi Utsugi · 72e Viviane Asseyi · 83e Marie-Laure Delie · 90e Hoda Lattaf                         | 2e    |
| 26/01/11 | Journée 15 | FCF Hénin-Beaumont  | Ext. | 3-0      | 33e Stéphanie De Revière · 50e Marie-Laure Delie · 68e Viviane Asseyi                                                          | 2e    |
| 06/02/11 | Journée 19 | Le Mans FC          | Ext. | 5-0      | 7e Élodie Ramos · 10e Élodie Ramos · 25e Viviane Asseyi · 31e Ludivine Diguelman · 40e Ludivine Diguelman                      | 2e    |
| 12/02/11 | Journée 16 | Stade Briochin      | Dom. | 5-0      | 20e Marie-Laure Delie · 24e Marie-Laure Delie · 34e Ludivine Diguelman · 85e Stéphanie De Revière · 90e Hoda Lattaf            | 2e    |
| 20/03/11 | Journée 17 | FCF Juvisy          | Ext. | 1-3      | 30e Marie-Laure Delie | 2e    |
| 27/03/11 | Journée 18 | Olympique lyonnais  | Dom. | 0-1      | - | 2e    |
| 24/04/11 | Journée 20 | La Roche ESOF       | Dom. | 6-0      | 24e Marie-Laure Delie · 29e Marie-Laure Delie · 48e Rumi Utsugi · 61e Stéphanie De Revière · 69e Hoda Lattaf · 84e Hoda Lattaf | 2e    |
| 29/05/11 | Journée 21 | FF Yzeure           | Dom. | 3-1      | 16e Marie-Laure Delie · 55e Marie-Laure Delie · 64e Élodie Ramos                                                               | 2e    |
| 05/06/11 | Journée 22 | Paris Saint-Germain | Ext. | 0-1      | - | 3e    |

### Challenge de France
| Date     |                 | Adversaire                       | Lieu       | Résultat                    | Buteuses du MHSC |
| 30/01/11 | 1/32e de finale | Villeneuve-lès-Maguelone US (DH) | Ext.       | 3-0                         | Buteuses inconnues |
| 20/02/11 | 1/16e de finale | Arpajon ES (Division 2)          | Dom.       | 9-0                         | 9e Hoda Lattaf · 29e Nora Hamou Maamar · 35e Rumi Utsugi · 56e Hoda Lattaf · 57e Marie-Laure Delie · 64e Caroline La Villa · 70e Stéphanie De Reviere · 85e Marine De Sousa · 90e Marine De Sousa |
| 13/03/11 | 1/8e de finale  | Toulouse FC (Division 1)         | Ext.       | 1-0                         | 45e Nora Hamou Maamar |
| 03/04/11 | 1/4 de finale   | La Roche ÉSOF (Division 1)       | Dom.       | 6-0                         | 32e Hoda Lattaf · 39e Élodie Ramos · 49e Élodie Ramos · 66e Hoda Lattaf · 76e Hoda Lattaf · 88e Hoda Lattaf                                                                                       |
| 01/05/11 | 1/2 finale      | FCF Juvisy (Division 1)          | Ext.       | 3-1                         | 26e Kelly Gadea · 39e Marie-Laure Delie · 67e (pen.) Marie-Laure Delie |
| 21/05/11 | Finale          | AS Saint-Étienne (Division 1)    | Buxerolles | 0-0 (a.p.) Tir au but : 2-3 | - |

## Statistiques

### Statistiques collectives
| Compétition         | Débute au tour | Place ou tour final | Matches joués | Gagnés | Nuls | Perdus | Buts pour | Buts contre | Différence |
| Division 1          | -              | 3e                  | 22            | 16     | 1    | 5      | 54        | 13          | +41        |
| Challenge de France | 1/32 de finale | Finale              | 6             | 5      | 1    | 0      | 22        | 1           | +21        |
| Total               | -              | -                   | 28            | 21     | 2    | 5      | 76        | 14          | +62        |

### Statistiques individuelles
| Numéro | Nat. | Nom          | Division 1 | Division 1  | Division 1                  | Challenge de France | Challenge de France | Challenge de France         | Total | Total       | Total                       |
| Numéro | Nat. | Nom          | M.j.       | But inscrit | Carton jaune · Carton rouge | M.j.                | But inscrit         | Carton jaune · Carton rouge | M.j.  | But inscrit | Carton jaune · Carton rouge |
| 1      |      | Deville      | 12         | 0           | 1                           | 4                   | 0                   | 0                           | 16    | 0           | 1                           |
| 16     |      | Philippe     | 10         | 0           | 0                           | 2                   | 0                   | 0                           | 12    | 0           | 0                           |
| 24     |      | Durand       | 0          | 0           | 0                           | 0                   | 0                   | 0                           | 0     | 0           | 0                           |
| 2      |      | Orsini       | 9          | 0           | 0                           | 1                   | 0                   | 0                           | 10    | 0           | 0                           |
| 3      |      | Gadea        | 22         | 1           | 1                           | 5                   | 1                   | 0                           | 27    | 2           | 1                           |
| 4      |      | La Villa     | 6          | 0           | 0                           | 2                   | 1                   | 0                           | 8     | 1           | 0                           |
| 5      |      | Meilleroux   | 15         | 0           | 2                           | 3                   | 0                   | 0                           | 18    | 0           | 2                           |
| 15     |      | Torrent      | 19         | 0           | 2                           | 4                   | 0                   | 1                           | 23    | 0           | 3                           |
| 17     |      | Cacciaguerra | 0          | 0           | 0                           | 0                   | 0                   | 0                           | 0     | 0           | 0                           |
| 19     |      | Viana        | 6          | 0           | 0                           | 4                   | 0                   | 0                           | 10    | 0           | 0                           |
| 23     |      | Beaude       | 6          | 0           | 0                           | 1                   | 0                   | 0                           | 7     | 0           | 0                           |
| -      |      | Gagnet       | 1          | 0           | 0                           | 0                   | 0                   | 0                           | 1     | 0           | 0                           |
| 7      |      | Bilbault     | 19         | 2           | 4                           | 3                   | 0                   | 0                           | 22    | 2           | 4                           |
| 8      |      | Plaza        | 19         | 0           | 1                           | 3                   | 0                   | 1                           | 22    | 0           | 2                           |
| 10     |      | Hamou Maamar | 8          | 2           | 0                           | 3                   | 2                   | 0                           | 11    | 4           | 0                           |
| 11     |      | Diguelman    | 21         | 3           | 1                           | 4                   | 2                   | 0                           | 25    | 5           | 1                           |
| 18     |      | Pervier      | 10         | 0           | 0                           | 3                   | 0                   | 0                           | 13    | 0           | 0                           |
| 22     |      | Dali         | 0          | 0           | 0                           | 0                   | 0                   | 0                           | 0     | 0           | 0                           |
| 25     |      | Utsugi       | 19         | 3           | 1                           | 5                   | 1                   | 0                           | 24    | 4           | 1                           |
| -      |      | Robert       | 2          | 0           | 0                           | 0                   | 0                   | 0                           | 2     | 0           | 0                           |
| -      |      | Meynier      | 1          | 0           | 0                           | 1                   | 0                   | 0                           | 2     | 0           | 0                           |
| 6      |      | Delie        | 22         | 14          | 0                           | 4                   | 1                   | 1                           | 26    | 15          | 1                           |
| 9      |      | Ramos        | 9          | 3           | 0                           | 3                   | 2                   | 0                           | 12    | 5           | 0                           |
| 13     |      | Farrugia     | 2          | 0           | 0                           | 0                   | 0                   | 0                           | 2     | 0           | 0                           |
| 14     |      | De Sousa     | 2          | 0           | 0                           | 0                   | 0                   | 0                           | 2     | 0           | 0                           |
| 20     |      | Asseyi       | 20         | 9           | 4                           | 3                   | 0                   | 0                           | 23    | 9           | 4                           |
| 21     |      | De Revière   | 18         | 4           | 2                           | 3                   | 1                   | 0                           | 21    | 5           | 2                           |
| 33     |      | Lattaf       | 22         | 10          | 2                           | 5                   | 6                   | 2                           | 27    | 16          | 4                           |
| -      |      | Wenger       | 0          | 0           | 0                           | 0                   | 0                   | 0                           | 0     | 0           | 0                           |

### Autres statistiques
| Meilleures buteuses \| Joueur \| Total \| \| Hoda Lattaf \| 16 \| \| Marie-Laure Delie \| 15 \| \| Viviane Asseyi \| 9 \| \| Ludivine Diguelman \| 5 \| \| Stéphanie De Revière \| 5 \| \| Élodie Ramos \| 5 \| \| Nora Hamou Maamar \| 4 \| \| Rumi Utsugi \| 4 \| \| Kelly Gadea \| 2 \| \| Charlotte Bilbault \| 2 \| \| Caroline La Villa \| 1 \| | Equipe type de la saison Deville Orsini Meilleroux Torrent Gadea Bilbault Diguelman Plaza Utsugi Delie Lattaf D'après les temps de jeu à leur poste. |  |
| Joueur | Total |  |
| Hoda Lattaf | 16 |  |
| Marie-Laure Delie | 15 |  |
| Viviane Asseyi | 9 |  |
| Ludivine Diguelman | 5 |  |
| Stéphanie De Revière | 5 |  |
| Élodie Ramos | 5 |  |
| Nora Hamou Maamar | 4 |  |
| Rumi Utsugi | 4 |  |
| Kelly Gadea | 2 |  |
| Charlotte Bilbault | 2 |  |
| Caroline La Villa | 1 |  |

Buts
- Premier but de la saison :   22e Charlotte Bilbault contre le Paris Saint-Germain lors de la 1re journée de championnat
- Premier doublé :   14e et   28e Hoda Lattaf contre le FCF Hénin-Beaumont lors de la 5e journée de championnat
- But le plus rapide d'une rencontre :   7e Élodie Ramos contre Le Mans FC lors de la 19e journée de championnat
- But le plus tardif d'une rencontre :   85e Charlotte Bilbault contre le AS Saint-Étienne lors de la 13e journée de championnat
- Plus grande marge : 9 but (marge positive) 9-0 face à l'Arpajon ES lors des 1/16e de finale du Challenge de France
- Plus grand nombre de buts dans une rencontre : 9 buts 9-0 face à l'Arpajon ES lors des 1/16e de finale du Challenge de France
- Victoires consécutives : 11 matchs du 5 décembre au 13 mars
- Défaites consécutives : 2 matchs du 20 mars au 27 mars
- Matchs sans défaite : 11 matchs du 5 décembre au 13 mars
- Matchs sans victoire : 2 matchs du 20 mars au 27 mars